# Castillo de Ferrières

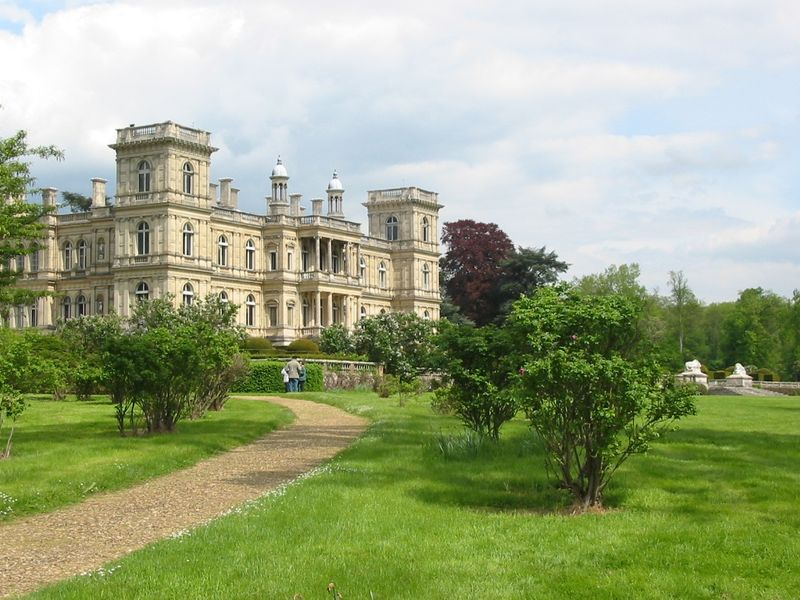
Castillo de Ferrières, Francia.

El castillo de Ferrières (del francés: Château de Ferrières) está localizado en la ciudad de Ferrières-en-Brie, en la región de Seine-et-Marne, Francia.
Considerado el más importante castillo francés del siglo XIX, se encuentra a unos veintiséis kilómetros al este de París.

## Historia
Fue construido entre 1855 y 1859 por el barón James de Rothschild. El dominio de los Rothschild sobre la propiedad fue pasando por la línea masculina de la familia de acuerdo con las leyes de la primogenitura.
El castillo fue proyectado por el arquitecto británico Joseph Paxton, que se inspiró en el diseño de las Torres Mentmore en Buckinghamshire, Inglaterra, edificio que Paxton construyó para el primo del barón James, o barón Mayer Amschel de Rothschild. Al contemplar Mentmore, el barón James habría convocado a Paxton y ordenado "Constrúyame un Mentmore, pero dos veces mayor".
El barón James adquirió una vasta colección de obras de arte y estatuas que adornaban varias salas del castillo. Muchas de las esculturas eran de Alexandre Falguière y del italiano Antonio Corradini. Los hijos del barón adquirieron más tarde trabajos de René de Saint-Marceaux.
Durante la Guerra franco-prusiana (1870-1871), la propiedad fue ocupada por los alemanes, habiendo sido palco de las negociaciones entre Otto von Bismarck, Canciller de la Federación Alemana del Norte, y el ministro de Negocios Extranjeros francés, Jules Favre.
Los alemanes regresaron al castillo durante la ocupación de Francia en la Segunda Guerra Mundial. Esta vez saquearon sus importantes colecciones de arte. Al finalizar el conflicto, el castillo permaneció desocupado hasta 1959, cuando Guy de Rothschild y su nueva esposa, la baronesa Marie-Hélène de Zuylen van Nyeve resolvieron renovarlo. Sus esfuerzos hicieron que el castillo se convirtiera, una vez más, en un lugar de encuentro entre la nobleza europea y las estrellas de los filmes de Hollywood.
En 1975, Guy de Rothschild y su esposa donaron el castillo a la rectoría de la Universidad de París, y actualmente está abierto al público para visitas guiadas y eventos especiales.

## Características
El castillo, de estilo del Renacimiento italiano, posee torres cuadradas en cada vértice. Una terraza formal conduce a un parque ajardinado y 1,25 km² de jardines que son parte de una floresta circundante de 30 km². La escultura de las columnas interiores y de las cariátides quedó a cargo de Charles Cordier y las pinturas decorativas fueron supervisadas por Eugène Lami. El admirable hall central tiene 37m de largo y 18m de altura, siendo su techo una claraboya vidriada. La extensa biblioteca incluye más de 8.000 volúmenes. En complemento a los apartamentos privados de los Rothschild, el castillo de Ferrières fue construido con ocho suites para huéspedes.

## Cultura popular
- Algunas escenas de la película The ninth gate (2000), de Roman Polanski fueron filmadas en este castillo.
- Aparece también como residencia del conde de Montecristo dirigida por M. Delaporte y A. De La Patelliere (2024)